# Anisotremus interruptus
Anisotremus interruptus är en fiskart som först beskrevs av Gill 1862.  Anisotremus interruptus ingår i släktet Anisotremus och familjen Haemulidae. IUCN kategoriserar arten globalt som livskraftig. Inga underarter finns listade i Catalogue of Life.